# Yupia
Yupia est une ville indienne située dans le district de Papum Pare dans l’État de l'Arunachal Pradesh. En 2001, sa population était de 721 habitants.

## Source de la traduction
- (it) Cet article est partiellement ou en totalité issu de l’article de Wikipédia en italien intitulé « Yupia » (voir la liste des auteurs).